# الكشافة في سوريا
تٌنظّم حركة الكشافة في سوريا المؤسسات التالية:
- الكشافة السورية عضو في كل من المنظمة الكشافة العالمية وجمعية الكشافة العالمية.
- الكشافة الآشورية مخصصة للمسيحيين في بلاد ما بين النهرين[بحاجة لمصدر]
- هومنتمن للشباب الأرمن في سوريا.[1]

يمكن أحيانًا اعتبار الشباب السوريين الذين هاجروا إلى تركيا بعد الحرب الأهلية السورية أعضاء في اتحاد الكشافة التركي.

## تاريخ
انتشرت الكشافة في جميع أنحاء العالم بعد نشأتها في إنجلترا عام 1907. بدأت حركة الكشافة في الدولة العثمانية عام 1910 على يد الأخوين أحمد وعبد الرحمن روبنسون. ظهرت الكشافة في سوريا، التي كانت آنذاك جزءًا من الإمبراطورية العثمانية، في عام 1912، بينما ظهرت فتيات الكشافة هناك في الخمسينيات.